# Anthony Phillips
Anthony Edwin Phillips (Londra, 23 dicembre 1951) è un chitarrista, polistrumentista e compositore britannico, noto per essere membro della prima formazione dei Genesis, gruppo del quale fu chitarrista e vocalist fino a quando lasciò il gruppo (1970).

## Biografia
Phillips fondò i Genesis insieme all'amico Mike Rutherford, con cui aveva già un duo, quando incontrarono un trio composto da Tony Banks, Peter Gabriel e Chris Stewart.
Phillips - al pari degli altri fondatori dei Genesis - era un ragazzo di buona famiglia inglese che negli anni sessanta frequentava la Charterhouse School assieme a Peter Gabriel, Mike Rutherford e Tony Banks.
Abbandonò i Genesis poiché colto da "fobia da palco" e venne sostituito da Steve Hackett. È rimasto amico con Mike Rutherford per tutta la vita, così come con Tony Banks, e strinse inoltre amicizia (in anni successivi) con il proprio successore Hackett. Pochi gli incontri con Gabriel e con Collins, seppur rimasto in ottimi rapporti con il primo e avendo comunque avuto un buon rapporto anche con il secondo.
Dopo aver lasciato i Genesis, Phillips studiò musica classica e registrò assieme a Harry Williamson, Mike Rutherford e Phil Collins, il suo primo album solista, The Geese and the Ghost, pubblicato nel 1977. 
Viste le numerose ballate pastorali e lunghe composizioni, venne considerato fuori posto, "superato", nel periodo in cui prendeva piede il punk e vendette pochissime copie.
Phillips pubblicò il suo secondo album nel 1978, intitolandolo Wise After The Event. Nell'anno successivo diede alla luce Sides. Entrambi questi album intendevano raggiungere un buon successo di pubblico, ma i risultati non furono lusinghieri.
Nella sua pubblicazione iniziale, Sides era accompagnato da un album più sperimentale intitolato Private Parts and Pieces. Private Parts and Pieces II seguì l'anno dopo, e diversi altri "sequel" vennero pubblicati negli anni ottanta e novanta.
Phillips iniziò a scrivere del materiale con Andy Latimer dei Camel nel 1980, e comparve nel loro album The Single Factor (pubblicato nel 1981).
Pubblicò, inoltre, un album di musica pop intitolato Invisible Men nel 1983. In seguito dichiarò che quel progetto andò "terribilmente male" a causa delle pressioni commerciali, e che in seguito avrebbe evitato di ricercare il successo popolare in favore della produzione di materiale più specialistico.
Attualmente Anthony Phillips è coinvolto in diversi progetti musicali, tra cui un importante lavoro sulle colonne sonore in Inghilterra. 
A metà degli anni Novanta, ha pubblicato un album intitolato The Living Room Concert, che presenta versioni acustiche e solistiche di suoi materiali precedenti.
Da notare anche che Phillips ha fornito materiale di archivio per il primo cofanetto dei Genesis, pubblicato nel 1998.

## Discografia

### Con i Genesis
- From Genesis to Revelation (1969)
- Trespass (1970)
- Genesis Archive 1967-75 (1998)
- Genesis 1970–1975 (2008)

### Album solista
- The Geese and the Ghost (1977)
- Wise After the Event (1978)
- Private Parts and Pieces (1978)
- Sides (1979)
- Private Parts and Pieces II: Back to the Pavilion (1980)
- 1984 (1981)
- Private Parts and Pieces III: Antiques (1982, con Enrique Berro Garcia)
- Invisible Men (1983, con Richard Scott)
- Private Parts and Pieces IV: A Catch at the Tables (1984)
- Private Parts and Pieces V: Twelve (1985)
- Private Parts and Pieces VI: Ivory Moon (1986)
- Private Parts and Pieces VII: Slow Waves, Soft Stars (1987)
- Missing Links Volume One: Finger Painting (1989)
- Slow Dance (1990)
- Private Parts and Pieces VIII: New England (1992)
- Sail the World (1994)
- Missing Links Volume Two: The Sky Road (1994)
- The Living Room Concert (1995)
- Private Parts and Pieces IX: Dragonfly Dreams (1996, con Enrique Berro Garcia)
- Archive Collection I (1998)
- Private Parts and Pieces X: Soirée (1999)
- Radio Clyde (2003)
- Archive Collection Volume II (2004)
- Field Day (2005)
- Missing Links Volume IV: Pathways & Promenades (2009)
- Strings Of Light (2019)

### Compilation
- Harvest of the Heart (1985)
- Anthology (1995)
- Legend (1997)
- Legend (1999) [diversa dalla precedente]
- Soft Vivace (2002)
- All Our Lives (2002)
- Soundscapes (2003)

### Collaborazioni
- Tarka (1988, con Harry Williamson)
- Gypsy Suite (1995, con Harry Williamson)
- Meadows of Englewood (1996, con Guillermo Cazenave)
- Missing Links Volume 3: Time and Tide (1997, con Joji Hirota)
- Live Radio Sessions (1998, con Guillermo Cazenave)
- Wildlife (2008, con Joji Hirota)

### Partecipazioni in altri Album
- Mike Rutherford: Smallcreep's Day (1980)
- Camel: The Single Factor (1982)
- Iva Twydell: Duel (1982)
- Asha (Denis Quinn): Open Secret (1987)
- Asha (Denis Quinn): Mystic Heart (1989)
- Asha (Denis Quinn): Amadora (1991)
- David Thomas & Ronnie Gunn: The Giants Dance (1996)
- Mother Gong: Battle of the Birds (2004)
- ProgAID: All Around The World (2004)
- Steve Hackett: Out of the Tunnel's Mouth (2009)
- Ellesmere: Les Chateaux de la Loire (2015)
- The Gift: Why the Sea is Salt (2016)
- Algebra: Deconstructing Classics (2019)